# El Zapote, Ixhuatán
El Zapote är en ort i Mexiko.   Den ligger i kommunen Ixhuatán och delstaten Chiapas, i den sydöstra delen av landet, 700 km öster om huvudstaden Mexico City. El Zapote ligger 981 meter över havet och antalet invånare är 177.
Terrängen runt El Zapote är varierad. Runt El Zapote är det ganska tätbefolkat, med 72 invånare per kvadratkilometer. Närmaste större samhälle är Pueblo Nuevo Jolistahuacan, 19,4 km sydost om El Zapote. I omgivningarna runt El Zapote växer i huvudsak städsegrön lövskog.